# ابو سمرا
شهر ابو سمرا (به عربی: أبو سمرة) در جریان البطنه در کشور قطر واقع شده‌است. جمعیت این شهر ۱٫۰۶۵ نفر است.